# 食客
食客（しょっかく、しょっきゃく）は中国の戦国時代に広まった風習で、君主たちが才能のある人物を客として遇して養う代わりに、主人を助けるというもの。門客（もんかく）とも言う。
彼らの中には任侠の志を持つ者が多く、場合によっては、命を差し出すこともあった。逆に主人を裏切り殺害することもあった。
多数の食客を抱えたことで有名な人物は、戦国四君（斉の孟嘗君、 趙の平原君、魏の信陵君、楚の春申君）、秦の呂不韋などがいる。彼らの食客は俗に三千人と言われた。 
食客は、その土地に封土を有さないため、諸侯などの「館（『官』が原字）」に起居し、「官」の起源となった。また、生計を封土からの収穫ではなく、その特別な技術・才能からの報酬により立てたので、「論客」「剣客」「刺客」等の語源ともなる。

## 代表的食客
春秋戦国時代における食客として著名な人物（生没年　国　主人）
- 孫臏（紀元前4世紀　魏　龐涓→斉　田忌（中国語版））
- 商鞅（紀元前390年 - 紀元前338年　魏　公叔痤（中国語版））
- 藺相如（紀元前4世紀-紀元前3世紀　趙　繆賢（恵文王の宦官））
- 毛遂（紀元前4世紀-紀元前3世紀　趙　平原君）
- 公孫竜（紀元前4世紀-紀元前3世紀　趙　平原君）
- 馮驩（紀元前4世紀-紀元前3世紀　斉　孟嘗君）
- 侯嬴（? - 紀元前257年　魏　信陵君）
- 荀子（紀元前313年? - 紀元前238年?　楚　春申君）
- 嫪毐（? - 紀元前238年　秦　呂不韋）
- 荊軻（? - 紀元前227年　燕　田光）
- 李斯（? - 紀元前208年　秦　呂不韋）
- 張耳（? - 紀元前202年　魏　信陵君）

## 食客に関係する故事成語
- 鶏鳴狗盗
- 嚢中の錐

### 食客を養っていた側の例
- 夏目漱石 - 作家
- 赤塚不二夫 - 漫画家。芸能界デビュー前後のタモリが食客だった。
- ヒュー・ヘフナー - 出版社PLAYBOY創業者。アメリカ西海岸の広大な土地に建てた豪華ホテル並みの規模・設備・サービスを備える伝説的会員制ゲストハウス「プレイボーイ・マンション」にて、彼のお気に入りとして長期に渡り宿泊・食事の無償利用を許されていた有名人やセレブが滞在した。
- アンリ・デュナン - 赤十字社を創設し、1901年に第1回ノーベル平和賞を受賞したが晩年は食客といわれる身分だった。
- 梁山泊
- 孟嘗君 - 食客三千人と言われた。
- ゼノビア - パルミラ帝国女王
- 一休宗純 - アニメ「一休さん」のモデルとなった室町時代の臨済宗大徳寺派の僧、詩人。
- 勝海舟 - 幕末期の江戸幕府幕臣の一人
- 今川氏親 - 室町時代後期の駿河国の守護大名。叔父の北条早雲を食客としており、早雲による伊豆国平定の基盤となった。
- 土井利勝 - 江戸時代前期の大名。食客は関盛吉など。
- お登勢 - 幕末期、京都伏見にあった船宿寺田屋女将
- 竹中愛子 - 四代目山口組組長竹中正久実母
- ニコライ2世 - 帝政ロシア最後の皇帝。食客はグリゴリー・ラスプーチン。